# Erste Mährische Fabrik für Motorräder und Automobile – Petr Kohout & Spol.
Die Erste Mährische Fabrik für Motorräder und Automobile – Petr Kohout & Spol. (tschechisch: První moravská továrna motorových kol a vozů Petr Kohout & spol.) war ein Hersteller von Motorrädern und Automobilen aus Österreich-Ungarn.

## Unternehmensgeschichte
Petr Kohout gründete 1896 das Unternehmen in Brünn als Werkstatt für Fahrradreparaturen. 1904 begann die Produktion von Motorrädern. Der Markenname lautete Kohout. 1905 ergänzten Automobile das Angebot. 1906 waren 65 Arbeiter beschäftigt. Im gleichen Jahr endete die Produktion. Einige Fahrzeuge wurden auch nach Russland exportiert.

## Fahrzeuge

### Motorräder
Für den Antrieb sorgten Einzylindermotoren von Minerva Motors und den Fafnir-Werken.

### Automobile
1905 wurden auf dem 2. Prager Automobilsalon zwei Modelle ausgestellt. Das kleinere Modell war ein Einsitzer. Ein luftgekühlter Einzylindermotor von Fafnir mit 4 PS Leistung trieb zunächst über Riemen die Hinterachse an. Später übertrug eine Kette die Motorleistung. Die Höchstgeschwindigkeit war mit 30 km/h angegeben. Das größere Modell verfügte über einen wassergekühlten Zweizylindermotor mit 8 PS. Es bot Platz für zwei Personen.